# Gore: Ultimate Soldier
Pour les articles homonymes, voir Gore.
Gore: Ultimate Soldier est un jeu vidéo d'action de science-fiction développé par 4D Rulers et édité par Cryo Interactive sur PC en 2002.

## Synopsis
Le jeu se déroule dans un futur proche, au milieu du XXIe siècle. À cette époque, les gangs sèment la terreur dans les villes ; en réponse, le gouvernement américain a développé un programme d'entraînement hyper-réaliste, la Meat Machine, pour former ses soldats. Le joueur incarne un soldat qui vient d'entrer dans le programme d'entraînement ; mais un gang fait irruption dans la machine et pénètre à son tour dans le programme, déterminée à s'en servir pour son propre compte. La lutte s'engage alors pour reprendre le contrôle du programme, et, indirectement, du monde.

## Système de jeu
Gore est un jeu de tir à la première personne dans lequel le joueur se déplace dans un environnement modélisé en images de synthèse et en 3D temps réel et doit éliminer différents types d'adversaires à l'aide de plusieurs armes ; il est également possible de passer en vision à la troisième personne. Le joueur peut jouer en solo, en complétant une campagne d'une vingtaine de missions, ou bien en multijoueur avec différents modes : combat à mort en chacun pour soi ou par équipes, capture du drapeau, ou objectifs spéciaux.

## Accueil
- Jeux vidéo Magazine : 14/20[3]
- Jeuxvideo.com : 13/20[2]